# Aleksej Nikolaevič Tolstoj
Aleksej Nikolaevič Tolstoj (in russo Алексей Николаевич Толстой?; Nikolaevsk, 10 gennaio 1883 – Mosca, 23 febbraio 1945) è stato uno scrittore e politico russo.
Discendente da un ramo minore del casato dei conti Tolstoj, scrisse novelle storiche e opere di vario genere.
È conosciuto per il romanzo storico Pietro il Grande (la cui lunga gestazione si è protratta tra il 1929 ed il 1945), rimasto incompleto, e anche per essere autore - sotto il titolo Le avventure del burattino - di un adattamento in lingua russa del celebre libro di Collodi Le avventure di Pinocchio. Storia di un burattino. A proposito del personaggio di Pietro il Grande è stata fatta un'analogia, per il carattere e per le attività, con Stalin, riguardo allo spirito del nazionalismo sovietico, sulla linea zdanoviana dell'identificazione dell'arte con la politica e la propaganda di partito, sottolineando comunque che si tratta dell'opera migliore di questo periodo tra quelle dedicate ai personaggi storici.
Il conte Tolstoj viene descritto come un uomo mondano, sempre alla moda, dotato di uno spirito vasto e penetrante. Non stupisce perciò l'ecletticità dei temi affrontati dallo scrittore che spaziano dalla storia all'erotismo, dal romanzo realista a quello fantastico e fantascientifico.

## Biografia
Tolstoj, dopo aver studiato all'Istituto tecnologico di San Pietroburgo, iniziò ancora in giovane età a scrivere racconti, romanzi e opere per il teatro; fu anche corrispondente dal fronte durante la prima guerra mondiale.
Iniziò a pubblicare nel 1910 e i suoi primi lavori furono bollati dalla critica come eccessivamente carichi di naturalismo se non di erotismo spinto. Al che egli non si fece scrupolo a produrre opere letterarie di carattere apertamente pornografico servendosi di pseudonimi.
Dopo i fatti del 1917 si stabilì in Francia per fare ritorno in patria solo cinque anni dopo; nella circostanza dovette rinunciare al titolo di conte.
Durante gli anni dell'esilio volontario, vissuti tra Parigi e Berlino, Tolstoj assimilò il genere fantascientifico in voga nell'Europa occidentale degli anni venti. Gli anni dell'esilio, descritti da lui come i più duri della sua vita, lo spinsero a rientrare in Unione Sovietica e il nuovo genere fantascientifico ben si adattava a questo suo intento. Nacque così Aėlita - da cui venne tratto il film omonimo del 1924 del regista Jakov Protazanov - data alle stampe fra il 1922 ed il 1923 e qualche anno dopo (1926) Giperboloid inzenera Garina (lett. "L'iperboloide dell'ingegnere Garin").
La sua opera più conosciuta rimane tuttavia la trilogia Via al Calvario (scritta tra il 1921 ed il 1941) in cui descrive in maniera quanto mai realistica i mutamenti sociali derivanti dalla rivoluzione bolscevica.
Insignito del Premio letterario Stalin, fu autore anche di due commedie - Il fiore amaro e La forza impura - da lui composte in periodo antecedente alla Rivoluzione d'ottobre.
Fervente sostenitore di Stalin, del quale cantò le lodi e dal quale ebbe una forte considerazione e stima, Aleksej Tolstoj scrisse anche, due anni prima della sua morte, avvenuta a sessantatré anni di età, il dramma teatrale Ivan il Terribile, ispirato all'omonimo zar.

## Intitolazioni
Gli è stato intitolato l'asteroide 3771 Alexejtolstoj.

## Opere
(elenco parziale)
- Lirika (1907).
- Ordeal trilogia (1918).

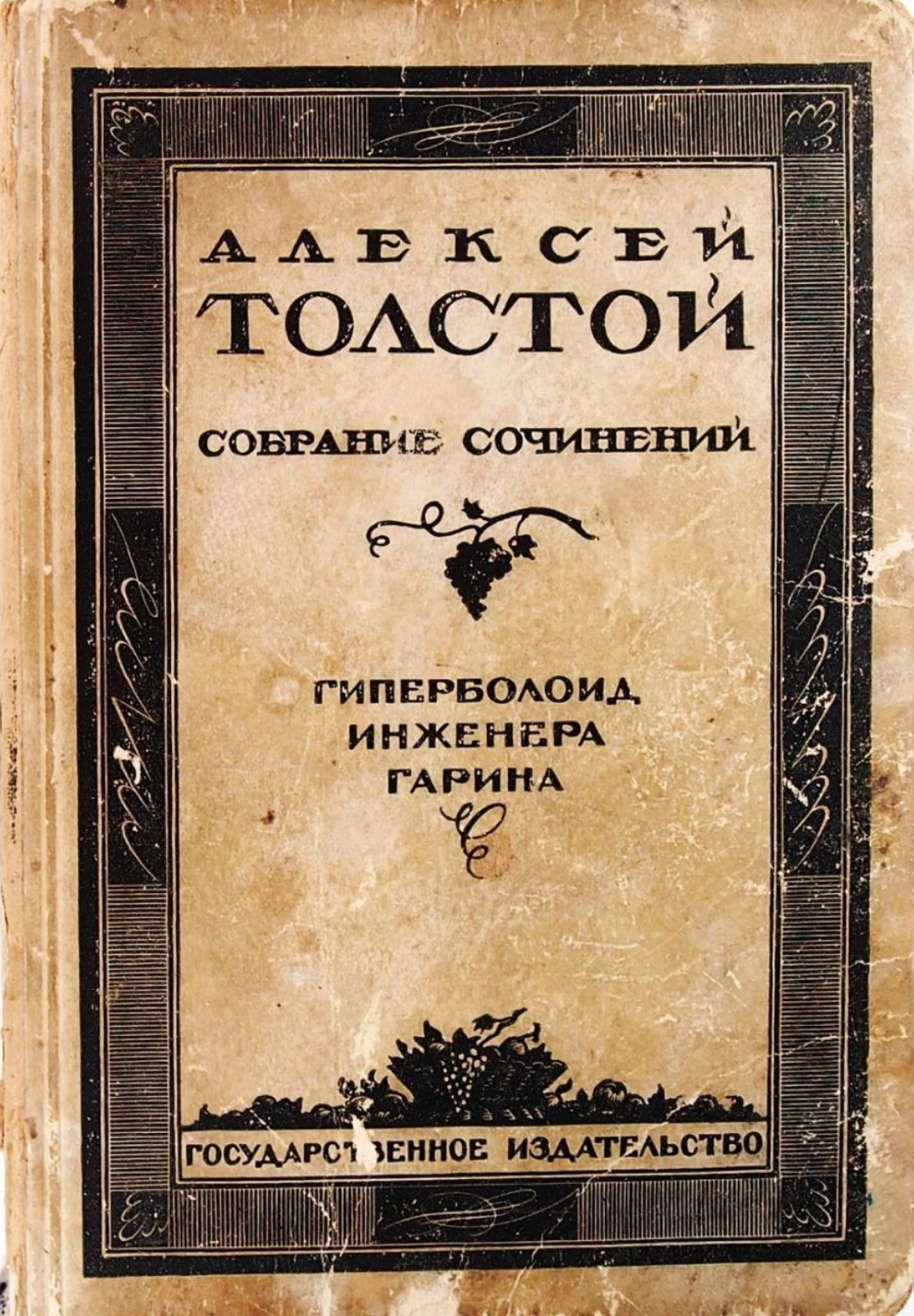
L'iperboloide dell'ingegnere Garin (Гиперболоид инженера Гарина), 1927, prima edizione russa.

- Il conte di Cagliostro (Graf Kaliostro, 1919-1921).
- Nikita's Childhood (1921).
- Via al Calvario (The Road to Calvary, a trilogy; 1921–40, Premio Stalin nel 1943; traduzione italiana di Vera Drago, 1946.
- Aelita (Aėlita, 1923).
- L'iperboloide dell'ingegner Garin (orig. Гиперболоид инженера Гарина, traslitterato: Giperboloid inženera Garina, 1927). traduzione di Francesca Tuscano, Morlacchi 2021 pp. 510
- Pietro il Grande (Peter I) (1929–34, Premio Stalin nel 1941).
- A week in Turenevo, and other stories (1958).

## Filmografia
Film tratti da opere di A. N. Tolstoj:
- Aelita (Аэлита, Аėlita), regia di Jakov Protazanov (1924).
- Pinocchio - La chiavetta d'oro (Zolotoj ključik), regia di Aleksandr Ptuško (1939), tratto da Il compagno Pinocchio.
- Le avventure di Pinocchio (Приключения Буратино, Priključenija Buratino), regia di Ivan Ivanov-Vano, Dmitrij Babičenko e Michail Botov (1959), film animato sovietico tratto da Il compagno Pinocchio.
- Gadiouka (lett. "La vipera"), per la regia di Viktor Ivchenko (1965).
- Giperboloid inzenera Garina (Гиперболоид инженера Гарина, lett. "L'iperboloide dell'ingegnere Garin"), regia di Aleksandr Gintsburg (1965), dal romanzo omonimo.
- Priključenija Buratino (Приключения Буратино), regia di Leonid Netchaïev (1976), film televisivo musicale.
- Yunost Petra, regia di, Sergueï Guerassimov (1980), coproduzione tedesco-sovietica dal romanzo Pietro il grande.
- Похождения графа Невзорова, regia di Aleksandr Pankratov-Tcherny (1982) da Le avventure di Nevzorov o Ibicus.